# 三井住友信託銀行
三井住友信託銀行株式会社（みついすみともしんたくぎんこう、英: Sumitomo Mitsui Trust Bank, Limited）は東京都千代田区丸の内に本社を置く、日本最大の信託銀行。三井住友トラストグループの完全子会社であり、2012年4月1日に発足した。
なお、三井グループの三井業際研究所・月曜会・三井文庫の会員企業であり、住友グループの白水会 ・住友グループ広報委員会の会員企業でもある。同じく「三井住友」を冠するメガバンクの三井住友銀行やSMBC信託銀行などを傘下に置く三井住友フィナンシャルグループ（SMBCグループ）とは直接的な資本関係はなく、互いに独立した企業となっている。

## 概説

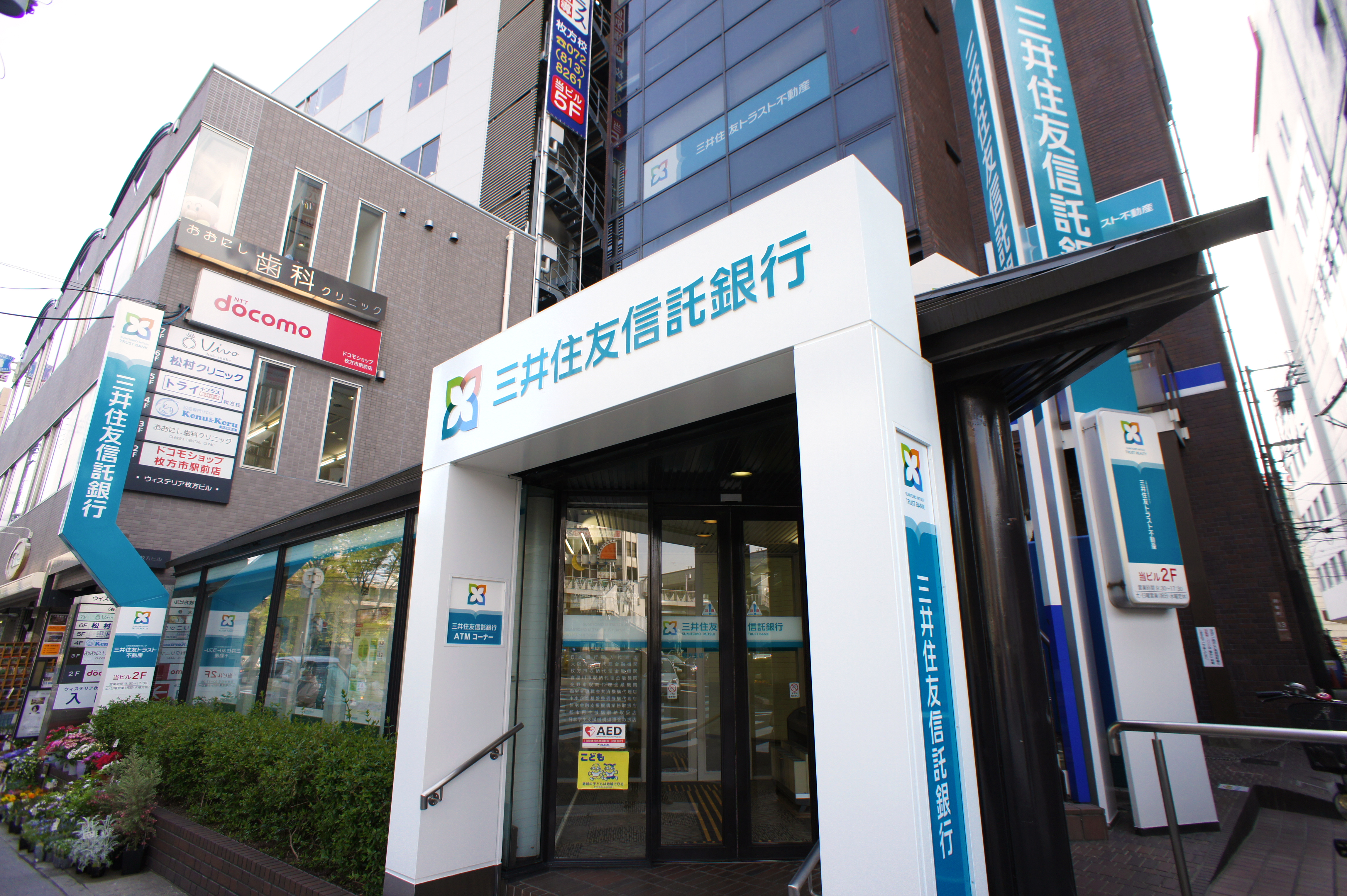
店舗の一例
枚方支店（大阪府枚方市）

コーポレートスローガンは「The Trust Bank」。銀行事業と信託・財産管理事業を一体として展開する専業信託銀行グループである。
2009年、住友信託銀行と金融持株会社の中央三井トラスト・ホールディングスが経営統合に合意。2011年4月1日、三井住友トラスト・ホールディングス（現：三井住友トラストグループ）を設立。翌2012年4月1日、住友信託銀行、中央三井信託銀行、中央三井アセット信託銀行の3行合併によって発足した。
本社機能は千代田区丸の内に置き、旧住友信託銀行の本店営業部（大阪市北浜）を「大阪本店営業部」、旧住友信託銀行の東京営業部（千代田区丸の内一丁目4番4号）を「本店営業部」へ改称した。なお、元々住信の東京営業部が入居していた東京本部ビルは、三菱地所主導による隣接した旧UFJ信託銀行本店ビル跡地（同4番3号）と旧東銀ビル跡地（同4番2号）の敷地を集約して一つのオフィスビル（同4番1号）へ建て替える再開発計画（住信は共同事業者として参画）が2009年に着工したことに伴い、2007年より順次八重洲側に仮移転した。2012年1月に「丸の内永楽ビルディング」として竣工した事に伴い、三井住友信託銀行発足時、同ビルに本部機能もろとも移転した。なお、旧中央三井の本店は「芝営業部」へ改称、旧中央三井の名古屋支店が「名古屋営業部」に昇格し、旧三井信託銀行の本店であった「日本橋営業部」と共に5営業部体制となった。
2014年、シティグループの個人金融ビジネス（日本事業）撤退に伴い、三井住友信託銀行、新生銀行、三越伊勢丹ホールディングス、JCBの3社連合がシティカードジャパンの買収に名乗りをあげていた。しかし2015年3月31日、独占的交渉権を得た三井住友信託銀が400億円強程度で全株式を取得すると発表した。
自社あるいはフロンティア不動産投資法人等の投資ファンド所有の商業施設の大規模小売店舗立地法における名義上の所有者になっている物件もある。

### 勘定系システム
勘定系システムは2014年5月7日に、旧中央三井のシステムについてリプレースを実施。その後、同年7月～11月までの4回の3連休期間に、旧住信の店舗を旧中央三井店の新システムへ順次移行。2014年11月25日、全店舗での新システムの移行が完了した。

## 合併における経緯

### 合併前
住友信託銀行は、金融ビッグバン以降の都市銀行および信託銀行間の経営統合による金融再編に参加していなかった銀行である。2004年5月、当時経営難であったUFJホールディングスからUFJ信託銀行の売却を打診され、経営統合の方向で基本合意する。しかし同年7月、UFJグループは三菱東京フィナンシャル・グループとの統合を選択した。その後、住友信託と中央三井トラストHDが経営統合を検討し、2005年2月には合意寸前まで至ったが、人事や合併比率等で合意できずに破談に終わっている。
一方、国内の金融業界では、金融ビッグバンの影響で業種間の垣根が撤廃・緩和され、2000年代は商業銀行・信託銀行・証券会社で構成される一大金融グループを形成する動きが加速した時代であった。信託部門ではみずほFGがみずほ信託銀行を、MUFGが三菱UFJ信託銀行を擁する中、（老舗系）信託銀行を持たないSMBCグループから住信・中央三井の両行に対し統合圧力が高まるのは、想像に難くない。このような情勢の中で、メガ傘下入りを嫌い独立志向を貫く両行の思惑は合致しており、業界内でも両行の合流は“既定路線”とされていたが、多角化路線を進む住友信託と個人営業重視の中央三井といった経営方針の違いもあり、再編劇は当時社長であった高橋温（住友信託）と田辺和夫（中央三井）の退任以降と見られていた。
しかし、折からの金融危機の影響で公的資金の返済が予定通りに進まず実質国有化されていた中央三井と、大口融資先アイフルの業績悪化の影響を受けた住友信託は、規模拡大による業務効率化が急務となり、2009年は両グループで再び経営統合の交渉についた。両行の経営統合が正式に発表されたのは、同年11月6日の事だった。なお、2002年、中央三井トラストは日本トラスティ・サービス信託銀行に資本参加した。

### 合併後
三井住友信託銀行は国内唯一のメガ信託となったものの、それでもメガバンクとの差は歴然であり、今後の経営戦略を描くのは容易ではない。統合発表会見の際に田辺和夫社長は「（SMBCグループ入りは）今のところ全くない」と述べているものの、現実問題として傘下入りのメリットを指摘する声があるのも事実である。統合に際し旧行の幹部も「SMBCグループに吸収されるなら統合で体力を付けてから」と本音を漏らしており、他のメガバンク幹部からも「結局はSMBCグループに合流せざるを得なくなる」という見方がある。

#### 年表
- 2012年4月1日 - 住友信託銀行が、中央三井信託銀行・中央三井アセット信託銀行を吸収合併し、三井住友信託銀行株式会社に改称。
- 2013年3月11日 - 公的資金を完済。
- 2014年8月27日 - 横浜銀行と資産運用および個人向け投資商品販売業務における業務提携に関し、基本合意書を締結[18][19]。
- 2015年3月31日 - シティカードジャパンの買収を発表。
- 2023年9月29日 - 住信SBIネット銀行を所属行とする、銀行代理店業務を開始（住信SBIネット銀行三井住友信託支店を開設）。
- 2025年1月1日 - 東京証券代行と日本証券代行を吸収合併[20]。

## 関連会社
- 三井住友トラスト不動産
- 三井住友トラスト・アセットマネジメント
- 日興アセットマネジメント
- 三井住友トラストクラブ
- 三井住友トラスト・カード
- 三井住友トラスト・パナソニックファイナンス
- L&Fアセットファイナンス（旧三井住友トラスト・ローン&ファイナンス）
- 三井住友トラストTAソリューション
- 日本株主データサービス
- スカイオーシャン・アセットマネジメント

など

## 不祥事

### 株主総会の議決権行使書の不適切処理
2020年9月24日に三井住友信託銀行が公表したプレスリリースによると、当社及び連結子会社の東京証券代行と日本証券代行が受託した株主総会の議決権行使集計業務について、三井住友トラストTAソリューションを通じて再委託した日本株主データサービスにおいて、2020年5月から7月に開催された株主総会のうち当社が受託した891社、東京証券代行が受託した38社、日本証券代行が受託した46社の合計975社で株主総会の議決権行使を巡り、期限当日に届いた議決権行使書を集計から外すといった不適切処理が行われていたこの不適切処理は約20年間にわたり行われていたという報道もある。。

### 証券代行営業第二部長によるインサイダー取引
2025年3月24日、証券取引等監視委員会は証券代行営業第二部長だった元社員を金融商品取引法違反（インサイダー取引）容疑で東京地検特捜部に告発した。元社員は2024年10月末に三井住友信託銀行に不正を自己申告し、11月1日付で懲戒解雇された。告発状によると、 元社員は主に株式を上場する顧客企業などの内部情報を管理する業務に従事。次長または部長だった2022年12月から2024年8月、業務を通じて3社のTOB（株式公開買い付け）情報を知り、公表前に本人名義で計2万5900株を約3210万円で不正に買い付けた疑い。同月25日、特捜部は元部長を在宅起訴した。
5月1日、大山一也社長の月例報酬30%を3カ月分減額するなど役員7人の処分を発表した。また、三井住友トラストグループの高倉透社長も同20%を2カ月分減額する。
7月4日、東京地裁は元部長に懲役2年、執行猶予4年、罰金200万円、追徴金約6140万円を言い渡した。